# Devâstra
Devâstra, écrit par Romain d'Huissier et Laurent Devernay et édité en 2009 par le 7e cercle,  est un jeu de rôle ayant pour cadre un univers médiéval fantastique inspiré de l'Inde. Devâstra puise également ses inspirations dans les shonen, ces mangas pour adolescents où l'action est omniprésente, qui paraissent sous forme de feuilletons.
Devâstra – Réincarnation, une seconde édition du jeu, paraît chez Pulp Fever Éditions en juin 2012. Antre Monde Éditions annonce en août 2024, sur ses pages Discord et Facebook, préparer la future troisième édition de Devâstra, sous-titrée Transcendance,.

## Univers
Chacun le sait, cinq prophètes ont divisé notre société en castes et ont créé les trois royaumes, subdivisés en plusieurs cités autonomes… c'est ainsi que les habitants de Prithivî (la Terre) se représentent leur monde.
Cependant, il y a fort longtemps, Devas (dieux) et Asuras (démons) se sont livrés une guerre impitoyable ; la victoire n'apparaissant pas à leur portée, les Devas se sont sacrifiés dans le but d’emprisonner leurs adversaires dans une geôle infernale, le Narak. Des éons plus tard, tandis que les dieux sont oubliés des mortels, les Asuras s'en reviennent, petit à petit, inquiéter l'humanité. Des réincarnations des Devas, tombés au combat en cette époque lointaine, font alors leur apparition : les Avatars. Parés de leurs Devâstras — des objets magiques renfermant la moitié de leur âme divine —, ces Avatars se dressent pour protéger le monde et ses habitants.
Tous les joueurs de Devâstra incarnent un de ces Avatars.
Le livre de base présente la plupart des concepts régentant la vie quotidienne de Prithivî, de la politique générale à la cuisine ou à l'habillement.

### Accessibilité
L'accessibilité à l'univers de jeu est presque immédiate pour les joueurs. En effet, les humains ayant oubliés l'existence même des Devas, en dehors des Cinq Gourous et de quelques brâhmanes, un joueur n'a pas de honte à ne pas connaître les dieux décrits dans le jeu. Les auteurs conseillent même d'en inventer de nouveaux.

## Système

### Création de personnage

#### Première et seconde éditions
Chaque personnage est défini par, :
- le Deva dont il est l'Avatar.
- son Dharma (ici, caractère).
- cinq traits :
  - Âme ;
  - Esprit ;
  - Corps ;
  - Mouvement ;
  - Charisme.
- et leurs dérivés :
  - Vitalité ;
  - Âtman ;
  - Conviction ;
  - Implication.
- le nombre de ses Chakras ouverts (indication du niveau de puissance divine) :
  - ce nombre permet de calculer entre autres le facteur le plus important, l'Âtman (énergie alimentant la magie et les combats surnaturels).
- des avantages et désavantages (appelés Karma positif ou négatif).
- des compétences.

Le joueur crée aussi son Devâstra, cela pouvant être n'importe quel objet : une arme, un bijou, une armure, etc.
Il commence avec un Chakra de 3 ; à chaque nouveau Chakra, son arme gagne un pouvoir de plus. L'arme peut aussi posséder sa propre réserve de points d'Âtman.

#### Troisième édition
- cinq domaines de compétence remplacent les traits[8] :
  - Domaine physique - DPh ;
  - Domaine martial - DMa ;
  - Domaine intellectuel - DIn ;
  - Domaine social - DSo ;
  - Domaine mystique - DMy.
- et leurs dérivés qui sont maintenant[8] :
  - Prana, réserve combinant combativité, souffle, vitalité et moral ;
  - Âtman, réserve d'énergie inhérente à chaque être ;
  - Conviction, réserve de volonté ;
  - Shakti, réserve représentant une forme de supériorité impalpable et temporaire.

### Résolution des actions
Afin de tenter une action, le joueur lance un nombre de dés à 6 faces (D6) égal à son score de compétence ; chaque résultat inférieur au score de la caractéristique associée donne une réussite.

#### Modification apportée par la troisième édition
Le mécanisme de résolution se fait en roll over ; il faut que les dés atteignent ou dépassent un niveau de difficulté préétabli (entre 2 et 7) pour constituer une réussite.

### Magies
Le jeu simule deux formes de magie : les mantras (mots de pouvoir) et les mandalas (cercles de pouvoir, opérant sur une zone). Tout comme pour les pouvoirs des Devâstras, il faut dépenser des points de pouvoir (l'Âtman) afin de pratiquer les magies.

## Éditions

### Devâstra – Réincarnation
Cette seconde version de 2012 de Pulp Fever Éditions est une version augmentée de la première édition, avec des compléments, ajouts et précisions des auteurs et de nouvelles illustrations,.
Remarque
Le jeu a été mis gratuitement à disposition au format PDF, par l'un de ses auteurs, Romain d'Huissier — avec l'aval de tous les participants — en 2020, pendant la période du premier confinement dû au Covid-19,.

### Devâstra – Transcendance
La troisième édition du jeu doit initialement paraître chez Les Éditions du Troisième Œil (LETO). Cependant, le 19 août 2024, Antre Monde Éditions annonce, sur ses pages Discord et Facebook, préparer cette troisième édition. Le jeu est financé en septembre, via une campagne de financement participatif sur la plateforme Game On Tabletop. Les règles sont grandement remaniées par Cédric Lameire — le chef de projet — ; ainsi, par exemple, le mécanisme de résolution se fait maintenant en roll over. Du côté du monde de Prithivî, le jeu est dorénavant un jeu à secrets:110 ; c'est en incarnant leurs Avatars à Devâstra que les joueurs vont réellement découvrir toutes les facettes et résoudre les mystères de l'univers qui leur est proposé. La livraison du jeu est annoncée pour septembre 2025.

## Gamme

### Devâstra,1reÉdition
- Devâstra, livre de base, 7e Cercle (juillet 2009), 148 p.  (ISBN 9-782914-892605)

### Devâstra – Transcendance
- La gamme des règles de la troisième édition est constituée de trois livres de base, regroupés dans un coffret cartonné illustré par Jérôme Alquié[13] :
  - Livre 1 : L'Éveil des avatars (univers de jeu et règles de base)
  - Livre 2 : La Parole des prophètes (secrets du jeu, règles avancées et bestiaire)
  - Livre 3 : La Voie des devas (annexes, liste de pouvoirs, mantras, enseignements et sorts)
- Livre de campagne : Les Leçons du dharma (trois arcs narratifs, pouvant s'enchaîner, de cinq scénarios chacun et description des PNJ)
- Écran de jeu, illustré par Xishan Studio
- Carte de Prithivî, illustrée par Olivier "Akae" Sanfilippo